# Fontana di Gefion
La fontana di Gefion è una fontana situata di fronte al porto di Copenaghen, in Danimarca, nelle vicinanze della celebre statua della Sirenetta. Raffigura la leggenda della nascita della Zelanda (ovvero l'isola su cui si trova Copenaghen). 

## Storia

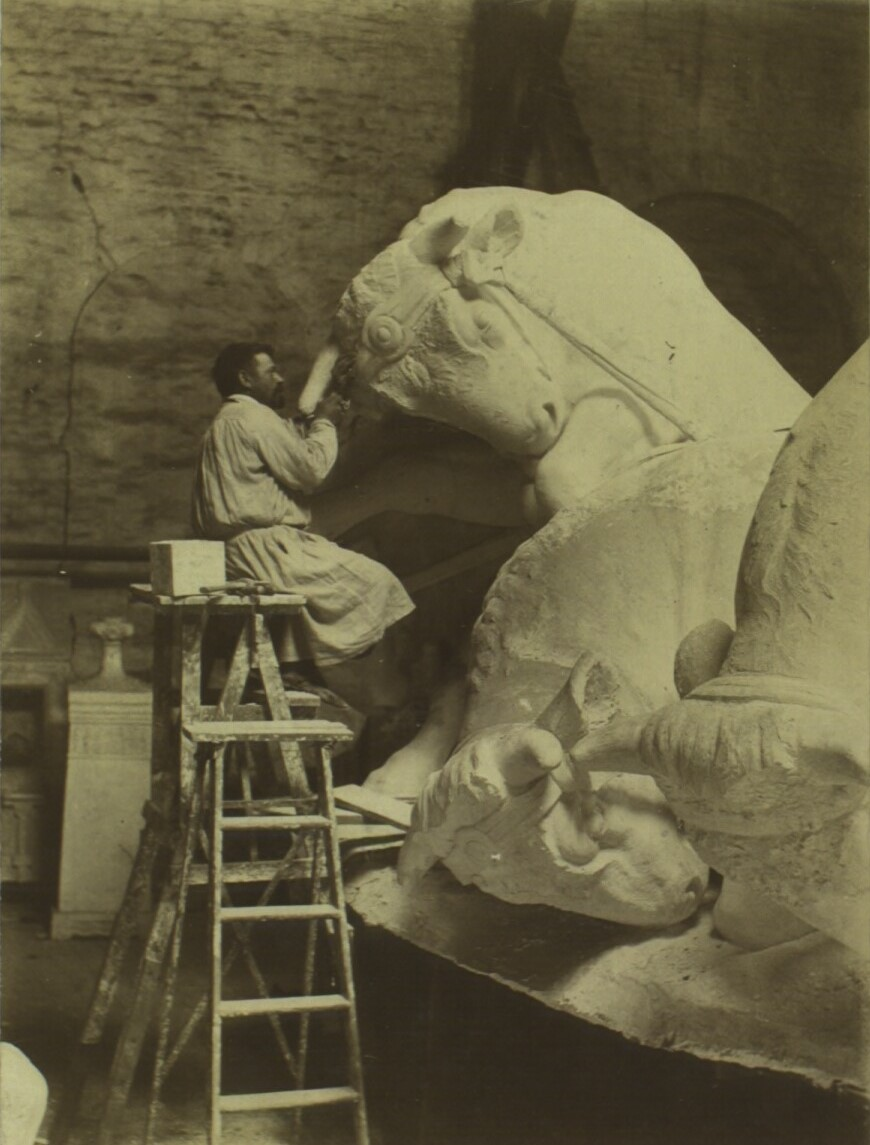
Anders Bundgaard al lavoro sulla fontana

La fontana venne donata alla città dalla Carlsberg in occasione del cinquantesimo anniversario della soscietà. In origine doveva essere collocata nella piazza principale fuori il municipio della città, ma venne deciso in seguito di posizionarla sull'Øresund, vicino il Kastellet ("Cittadella").
La leggenda narra che Gefjun avesse chiesto al re di Svezia della terra e che questi le avesse promesso un regno grande quanto quello che sarebbe riuscita ad arare in una notte; la donna trasformò i suoi figli in buoi e scavò un'enorme quantità di terra, che venne riversata nel mare creando la Zelanda. La statua della fontana rappresenta appunto Gefjun che sprona i figli trasformati in buoi a lavorare.